# Marco Baggiolini
Marco Baggiolini (* 1. August 1936 in Bellinzona) ist ein Schweizer Immunologe und Biochemiker. Er ist für die Entdeckung und Erforschung der ersten Chemokine bekannt.

## Leben
Baggiolini ging in Bellinzona und Lugano zur Schule und studierte an der Universität Basel Medizin (Abschluss 1962). Danach studierte er Biochemie an der Universität Bern, wo er 1966 promoviert wurde (Der Stoffwechsel von Imipramim und seiner Metaboliten bei der Ratte) und Assistent war, und war als Post-Doktorand an der Rockefeller University, wo er bei Christian de Duve über Wirkungsweise und Biochemie von Leukozyten forschte. Danach war er bei Sandoz, wo er 1977 bis 1979 Vizedirektor für biologische Forschung und 1979 bis 1983 Leiter der Forschung in Entzündung und Immunologie war. Daneben war er ab 1978 außerordentlicher Professor für Biochemie an der Universität Bern. 1983 bis 2001 war er Professor für Zellbiologie und Leiter des Theodor Kocher Instituts der Universität Bern. Dort entdeckte er mit Mitarbeitern 1987 Interleukin-8 als erstes Chemokin, und damit eine ganze Klasse neuer Botenstoffen des Immunsystems. 1996 wurde er Gründungspräsident der Università della Svizzera Italiana (USI).
Er war auch Ko-Direktor des schweizerischen nationalen Supercomputerzentrums an der ETH Zürich (Swiss National Supercomputing Centre, CSCS).
1989 erhielt er den Preis der Society for Leukocyte Biology, 1998 den Emil-von-Behring-Preis, 2000 die Robert-Koch-Medaille und 2001 den Lavezzari Preis. Er ist Ehrendoktor der Universität Ferrara, Mitglied der Academia Europaea (2001) und der Schweizerischen Akademie der Medizinischen Wissenschaften. 1989 bis 2004 war er Mitglied des Schweizer Forschungsrats des Schweizerischen Nationalfonds und war in dieser Funktion an der Einrichtung der ersten nationalen Forschungszentren beteiligt.
2009 wurde er Vorstand der Fondazione del Centenario della Banca della Svizzera Italiana.